# Acacia leucospira
Acacia leucospira é uma espécie de leguminosa do gênero Acacia, pertencente à família Fabaceae.